# Atletismo nos Jogos Olímpicos de Verão de 2024 - 10000 m feminino
A competição dos 10000 metros feminino do atletismo nos Jogos Olímpicos de Verão de 2024 ocorreu em 9 de agosto de 2024 no Stade de France, em Paris.
A medalha de ouro ficou com a atleta queniana Beatrice Chebet (30min43s25). Foi o segundo ouro dela nesses Jogos Olímpicos, que já havia ganhado a prova dos 5000 m. A italiana Nadia Battocletti levou a medalha de prata, quebrando o recorde italiano (30min43s35). Assim como ocorreu nos 5000 m, a atual campeã olímpica Sifan Hassan conquistou a medalha de bronze (30min44s12).

## Resumo
A japonesa Rino Goshima passou a primeira volta da prova na liderança, com a eritreia Rahel Daniel na segunda posição. Posteriormente, a atleta da Eritreia passou a liderar a prova, mas abandonou a prova na quinta volta. Outra atleta que abandonou a prova foi a francesa Alessia Zarbo, que caiu na pista a pouco mais de 2 quilômetros da linha de chegada e foi retirada numa maca. Na metade da prova, a atleta do Burundi Francine Niyomukunzi passou na liderança, seguida de Sifan Hassan.
Quando elas cruzaram a linha de chegada para a última volta, quatro atletas brigavam pela liderança: Margaret Kipkemboi, Gudaf Tsegay, Lilian Kasait Rengeruk e Beatrice Chebet, com mais três atletas logo atrás, inclusive Nadia Battocletti. Nesse momento, Sifan Hassan estava mais destacada atrás, na oitava posição. Na reta final, Chebet e Nadia Battocletti ultrapassaram Margaret Kipkemboi e disputaram a medalha de ouro até os últimos metros, que acabou ficando com Beatrice Chebet, deixando a prata com a italiana. Sifan Hassan conseguiu ultrapassar cinco atletas na última volta e conseguiu a medalha de bronze.

## Histórico
Os 10 000 metros feminino estão presentes no programa de atletismo olímpico desde a edição de 1988.
| Tipo                | Atleta                | Tempo    | Local                  | Data                 |
| ------------------- | --------------------- | -------- | ---------------------- | -------------------- |
| Recorde mundial     | Beatrice Chebet (KEN) | 28:54.14 | Eugene, Estados Unidos | 25 de maio de 2024   |
| Recorde olímpico    | Almaz Ayana (ETH)     | 29:17.45 | Rio de Janeiro, Brasil | 12 de agosto de 2016 |
| Melhor marca do ano | Beatrice Chebet (KEN) | 28:54.14 | Eugene, Estados Unidos | 25 de maio de 2024   |

| Área                               | Atleta                  | Tempo    |
| ---------------------------------- | ----------------------- | -------- |
| África                             | Beatrice Chebet (KEN)   | 28:54.14 |
| Ásia                               | Wang Junxia (CHN)       | 29:31.78 |
| Europa                             | Sifan Hassan (NED)      | 29:06.82 |
| América do Norte, Central e Caribe | Alicia Monson (USA)     | 30:03.82 |
| Oceania                            | Kimberley Smith (AUS)   | 30:35.54 |
| América do Sul                     | Florencia Borelli (ARG) | 31:47.76 |

## Qualificação
Para o evento feminino dos 10 000 metros, o período de qualificação foi entre os dias 1 de julho de 2023 e 30 de junho de 2024. Até 27 atletas poderiam se classificar para essa prova, com um máximo de três atletas por país. A atleta poderia se qualificar para os Jogos Olímpicos caso atingisse o índice olímpico de 30min45s00 ou através do Ranking Mundial de Atletismo.

## Resultados

### Final
A final ocorreu em 9 de agosto, começando às 20h57 (UTC+2).
| Pos.   | Atleta                     | CON                | Tempo    | Notas                |
| ------ | -------------------------- | ------------------ | -------- | -------------------- |
| 1      | Beatrice Chebet            | KEN Quênia         | 30:43.25 |                      |
| 2      | Nadia Battocletti          | ITA Itália         | 30:43.35 | Recorde nacional     |
| 3      | Sifan Hassan               | NED Países Baixos  | 30:44.12 | Recorde da temporada |
| 4      | Margaret Kipkemboi         | KEN Quênia         | 30:44.58 |                      |
| 5      | Lilian Kasait Rengeruk     | KEN Quênia         | 30:45.04 |                      |
| 6      | Gudaf Tsegay               | ETH Etiópia        | 30:45.21 |                      |
| 7      | Fotyen Tesfay              | ETH Etiópia        | 30:46.93 |                      |
| 8      | Weini Kelati               | USA Estados Unidos | 30:49.98 |                      |
| 9      | Karissa Schweizer          | USA Estados Unidos | 30:51.99 | Recorde da temporada |
| 10     | Tsigie Gebreselama         | ETH Etiópia        | 30:54.57 |                      |
| 11     | Parker Valby               | USA Estados Unidos | 30:59.28 |                      |
| 12     | Sarah Chelangat            | UGA Uganda         | 31:02.37 |                      |
| 13     | Lauren Ryan                | AUS Austrália      | 31:13.25 |                      |
| 14     | Francine Niyomukunzi       | BDI Burundi        | 31:17.02 | Recorde pessoal      |
| 15     | Eilish McColgan            | GBR Grã-Bretanha   | 31:20.51 | Recorde da temporada |
| 16     | Diane van Es               | NED Países Baixos  | 31:25.51 |                      |
| 17     | Daisy Jepkemei             | KAZ Cazaquistão    | 31:26.55 |                      |
| 18     | Rino Goshima               | JPN Japão          | 31:29.48 |                      |
| 19     | Haruka Kokai               | JPN Japão          | 31:44.03 |                      |
| 20     | Klara Lukan                | SLO Eslovênia      | 31:45.15 |                      |
| 21     | Annet Chemengich Chelangat | UGA Uganda         | 31:50.41 | Recorde pessoal      |
| 22     | Yuka Takashima             | JPN Japão          | 31:52.07 | Recorde da temporada |
| 23     | Megan Keith                | GBR Grã-Bretanha   | 33:19.92 |                      |
| —      | Rahel Daniel               | ERI Eritreia       | DNF      |                      |
| —      | Alessia Zarbo              | FRA França         | DNF      |                      |
| Fonte: |                            |                    |          |                      |

Legenda
| Recorde mundial      | Recorde mundial (World record)               |                       | Recorde africano                      | Recorde africano (African) |                                           | Q | Classificado por posição (Qualified) |
| Recorde olímpico     | Recorde olímpico (Olympic record)            | Recorde da América    | Recorde da América (Americas)         | q                          | Classificado por melhor tempo (Qualified) |   |                                      |
| Melhor marca do ano  | Melhor marca do ano (World leading)          | Recorde asiático      | Recorde asiático (Asian)              | DNS                        | Não largou (Did not start)                |   |                                      |
| Recorde nacional     | Recorde nacional (National record)           | Recorde europeu       | Recorde europeu (European)            | DNF                        | Não terminou (Did not finish)             |   |                                      |
| Recorde pessoal      | Recorde pessoal do atleta (Personal best)    | Recorde da Oceania    | Recorde da Oceania (Oceania)          | DSQ / DQ                   | Desclassificado (Disqualified)            |   |                                      |
| Recorde da temporada | Recorde da temporada do atleta (Season best) | Recorde sul-americano | Recorde sul-americano (South America) | NM                         | Sem marca (No mark)                       |   |                                      |